# 邪宗門
邪宗門（じゃしゅうもん）は、「邪な宗門」、つまり現代風に言えば「邪悪な宗教」といった意味の言葉・表現で、豊臣政権や江戸幕府が特定の宗教・宗派に対して用いた一種の政治用語。

## 概説
「邪宗門」は、あくまで時の権力者が彼らから見て敵対していると感じられたり、都合が悪いとみなされたりした宗教にまとめてレッテルを貼るための政治的な用語で、宗教用語や学術用語とは言い難い。
よく知られるところでは豊臣秀吉や徳川家康によってキリスト教がそれとされたり、豊臣・徳川らの命令への非服従を貫いた日蓮宗不受不施派が「邪宗門」とされた。また、宗門改などを通じた宗教統制に入らなかった民間宗教、新宗教なども江戸幕府によって「邪宗門」に分類された。
戦国時代、人々は現世利益や葬式を中心とした冠婚葬祭への期待から、仏教に帰依するようになった。16世紀半ばにフランシスコ・ザビエルがキリスト教カトリックを伝えたが、キリスト教は仏教徒の教義の類似性から、当時の日本において仏教の一種と誤解され、当時の日本人に受容されやすく、キリシタン大名も生まれた。織田信長が実権を握った当時、キリシタンは九州地方に多く、近畿地方には少なかった。信長の勢力圏ではキリシタンは有害な存在とみなされず、信長はキリスト教を保護した。信長の家来の中から頭角を現し、信長亡き後に権力を握った豊臣秀吉は、天正17年（1589年）にバテレン追放令を出して以後、「（太陽神・天照大神の末裔とされる）天皇と天皇によって任命され政治的な正統性を付与された関白及び将軍（幕府）の至上性を認める宗門のみが日本における正法（正しい宗教）であり、これを認めない宗門は日本の正統な国家秩序を破らんとする「邪法」を奉じる宗門である」すなわち「邪宗門」とした。江戸幕府もこの方針を継承し、一般民衆に対して「キリスト教＝邪宗門」とする観念を植え付け、多数のキリスト教徒を迫害し、島原の乱など信者による反乱も発生した。
明治維新の直後、明治政府から出された五榜の掲示第三札には、当初「切支丹邪宗門」の禁止が掲げられていた。この文言があることを知った欧米諸国は明治政府に猛抗議を行ったため、慌てた明治政府はただちに「切支丹」と「邪宗門」それぞれを禁止する、と訂正した。
明治6年（1873年）のキリスト教解禁において、300年近くにわたって「キリスト教＝邪宗門」との観念を植え付けられてきた一般民衆の間には、解禁に対して不安や恐怖を覚える者もあったとされる。その不安と蔑視はキリスト教解禁後も続き、政府及び民衆からの様々な圧迫が日本のキリスト教徒に対して加えられる要因となった。